# Bisbat de Plzeň

Escut de la diòcesi

El bisbat de Plzeň (txec: Diecéze plzeňská, llatí:  Dioecesis Pilznensis) és una seu de l'Església Catòlica a Txèquia, sufragània de l'arquebisbat de Praga. L'any 2013 tenia 145.000 batejats sobre una població de 836.000 habitants. Actualment està regida pel bisbe Tomáš Holub.

## Territori
La diòcesi comprèn les regions de part de Plzeň i de Karlovy Vary a la República Txeca.
La seu episcopal és la ciutat de Plzeň, on es troba la catedral de Sant Bartomeu
El territori s'estén sobre 9.236  km², i estava dividit en 325 parròquies. Des de l'1 d'octubre de 2007 una reorganització de la diòcesi reduí el nombre de parròquies a només 71.

## Història
La diòcesi va ser erigida el mitjançant la butlla del Papa Joan Pau II, prenent el territori de l'arquebisbat de Praga i de les diòcesis de bisbat de České Budějovice i de Litoměřice.

## Cronologia episcopal
- František Radkovský (31 de maig de 1993 - 12 de febrer de 2016 jubilat)
- Tomáš Holub, des del 12 de febrer de 2016

## Estadístiques
A finals del 2013, la diòcesi tenia 145.000 batejats sobre una població de 836.000 persones, equivalent al 17,3% del total.
| any  | població | població | població | sacerdots | sacerdots       | sacerdots       | sacerdots             | diaques | religiosos | religiosos | parròquies |
| ---- | -------- | -------- | -------- | --------- | --------------- | --------------- | --------------------- | ------- | ---------- | ---------- | ---------- |
| any  | batejats | total    | %        | total     | clergat secular | clergat regular | batejats por sacerdot | diaques | homes      | dones      |            |
| 1999 | 242.000  | 799.000  | 30,3     | 101       | 68              | 33              | 2.396                 | 4       | 40         | 13         | 324        |
| 2000 | 242.000  | 799.000  | 30,3     | 106       | 75              | 31              | 2.283                 | 4       | 36         | 11         | 324        |
| 2001 | 242.000  | 799.000  | 30,3     | 106       | 73              | 33              | 2.283                 | 4       | 38         | 11         | 325        |
| 2002 | 144.775  | 830.966  | 17,4     | 101       | 68              | 33              | 1.433                 | 4       | 38         | 11         | 325        |
| 2003 | 144.775  | 830.966  | 17,4     | 95        | 65              | 30              | 1.523                 | 4       | 36         | 9          | 325        |
| 2004 | 144.775  | 830.966  | 17,4     | 98        | 65              | 33              | 1.477                 | 4       | 39         | 11         | 325        |
| 2013 | 145.000  | 836.000  | 17,3     | 95        | 65              | 30              | 1.526                 | 6       | 44         | 17         | 71         |